# Torrita di Siena
Torrita di Siena – miejscowość i gmina we Włoszech, w regionie Toskania, w prowincji Siena.
Według danych na rok 2004 gminę zamieszkiwało 7090 osób, 122,2 os./km².